# Tarrant Rushton
Tarrant Rushton – wieś w Anglii, w hrabstwie Dorset. Leży 30 km na północny wschód od miasta Dorchester i 155 km na południowy zachód od Londynu.